# Nußbach (Kreis Brașov)
Nußbach (rumänisch Măieruș, veraltet Măeruș, Măgheruș, Măghieruș, Alun; siebenbürgisch-sächsisch Nassbich, ungarisch Szászmagyarós oder Magyarós) ist eine Gemeinde im Kreis Brașov in der Region Siebenbürgen in Rumänien.

## Lage
Der Ort Măieruș liegt am gleichnamigen Bach (Nußbach), ein linker Zufluss des Olt (Alt), an der Nationalstraße (drum național) DN13 und ist die nördlichste Gemeinde des Burzenlandes, 30 km nördlich von der Kreishauptstadt Brașov (Kronstadt) entfernt.

## Geschichte
Das Dorf wurde im Laufe der Besiedlung des Burzenlandes durch den Deutschritterorden im ersten Viertel des 13. Jahrhunderts gegründet (mehr dazu hier).
Der Ort wurde in einem königlichen Privileg, das Kronstadt und den Burzenländern rechtliche Vorteile zusprach, unter der Bezeichnung villa nucum im Jahre 1377 zum ersten Mal urkundlich erwähnt.

## Bevölkerung

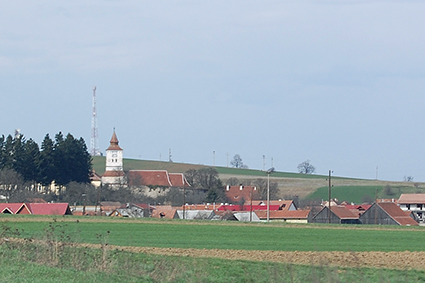
Östliche Ansicht Nußbachs

1869 lebten in Nußbach 915 Siebenbürger Sachsen, 514 Rumänen und 40 Bewohner anderer Nationalität. 1930 waren es 966 Siebenbürger Sachsen, 410 Rumänen und 249 andere. 
Vor der  Rumänischen Revolution 1989 lebten noch 635 Sachsen (ca. 35 % der Gesamtbevölkerung) in Nußbach. Nach der Auswanderungswelle der Spätaussiedler in den 1990er Jahren ist die Zahl der Deutschen auf 113 (im Jahr 2002) geschrumpft. Im Jahr 2009 waren noch 102 Mitglieder in der evangelischen deutschen Kirche registriert.

## Sehenswürdigkeiten
- Die Kirche birgt eine Orgel von Johannes Prause.

## Persönlichkeiten
- Georg Tartler (1899–1976), Hygieniker